# Galactoză
Galactoza (greacă: γαλακτόζη, din lapte) este o monozaharidă (de tipul aldohexoză) care este întâlnită frecvent în mucoasele organismelor vii. Zahărul conține ca. 10% D-galactoză. 

## Caracteristici
Galactoza are o formulă ciclică, formată din 6 atomi de carbon care sunt legați de atomi de hidrogen și oxigen. Formula chimică a galactozei este C6H12O6. El este un epimer al glucozei.
Comportare în soluții apoase
în soluții apoase apare ca un lanț ciclic închis aflându-se din punct de vedere structural între furanoză și piranoză. La 20 °C în soluție apoasă D-galactoza se transformă în 64 % α-piranoză și 1 % α-furanoză.
Devierea luminii polarizate la 20°
- α-D-galactopiranoza deviază lumina polarizată +150,7°
- β-D-galactopiranoza deviază lumina polarizată +52,8°

## Răspândire
Galactoza ca monozaharidă face parte din molecule mai mari de oligo- și polizaharide. Ea face parte de exemplu din lactoză, rafinoză. Galactoza face parte din laptele de mamifere, jucând un rol important în metabolismul sugarilor. Ea este absorbită la nivelul intestinului subțire, fiind descompus în ficat de către enzima galactază și tot aici este resintetizat ca glicogen, care este depozitul de glucide al organismului.
În anumite stări patologice
poate apare boala ereditară, cu un defect enzimatic privind producerea galactozei, care duce la intoleranța față de laptele care conține galactoză.
Sursă energetică
Galactoza este o importantă sursă de energie a organismului, care se obține prin glicoliză (descompunerea glucidelor)
|  | Vedeți: Indicații! |